# Trollhättefallen
Trollhättefallen är Göta älvs naturliga fallfåra, från och med Malgöbron i centrala Trollhättan, med en fallhöjd om 32 meter, utgörande merparten av de 44 meter, som är den sammanlagda höjdskillnaden mellan Vänern och Kattegatt. Då vattenflödet ännu var oreglerat uppgick vattenflödet till 900 kubikmeter per sekund och fallpassagen sträckte sig ned till Olidehålan, där dess nedersta del benämndes Helvetesfallet. 
Redan i början av 1400-talet vet man att Trollhättefallen användes som drivkraft. Då fanns en kvarn på platsen. Sedan växte där under tidernas lopp upp en mängd olika slags kvarnar och sågverk, mekanisk verkstad, pappersbruk och andra industriella anläggningar. Men det var bara en obetydlig del av hela vattenkraften – endast 6 000 hästkrafter av 100 000 – som på detta sätt uttogs år 1904, då staten förvärvade Trollhättekraften. Först vid den tiden hade den moderna elektriska kraftöverföringen på längre avstånd börjat sitt segertåg över världen.
År 1906 beslutade riksdagen att genom anläggning av ett elektriskt kraftverk vid Trollhättan på ett rationellt sätt utnyttja fallens mäktiga kraft. Anläggningen påbörjades omedelbart och blev färdig på våren 1910.
Idag tillåts vattnet följa sitt ursprungliga lopp endast vid särskilda tillfällen, för att reglera vattenståndet i Vänern eller som en turistattraktion, till exempel under Fallens dagar, varvid flödet uppgår till omkring 300 kubikmeter per sekund. Resterande vattenmängd utnyttjas för kraftutvinning i de båda öster om älvsträckningen belägna kraftverken Hojum och Olidan. Redan kring sekelskiftet nyttiggjordes en del av vattnets kraft av småindustrier i anslutning till den östra älvstranden. Trollhättefallen har genom seklen fascinerat besökare från när och fjärran och är än idag en av Västsveriges främsta turistattraktioner. 
Såväl Carl von Linné som Esaias Tegnér har skildrat naturskådespelet och Tegnér skrev i samband med sitt besök 1804:
”Göta kom i dans från Seves fjällar
Kölar spelte på dess lugna flod;
Plötsligt ur en borg av hällar
Trollhättan i hennes förväg stod.
Skum och fasa Trollet kring sig spydde:
Seglarn såg och bävade och flydde”
Otto Lindblad har skrivit en romans med titeln Trollhättan för sång och piano inspirerad av Trollhättefallen:
Brusande vilda ström!
Morgana, Underfee!
Sanna mig nu en dröm,
Låt mig din makt få se!